# Подага
Подага — западнославянское божество, идол которого стоял близ Любека, в городе Плуне (Вагрия). Никаких подробностей Гельмольд не сообщает, поэтому его свидетельство носит скорее только иллюстративный характер.
По мнению Б. А. Рыбакова, Подага — один из эпитетов архаичного женского божества природы и земли: «подающая», «подательница благ», то есть женская ипостась Даждьбога. Мысль о близости Подаги к Дажьбогу впервые была высказана А. Ф. Гильфердингом, но он вкладывал иное содержание в имя богини — «Пожигающая», с чем едва ли следует соглашаться.